# Bataille de Souzdal
Guerres russo-kazaniennes
Joug Tatar
Guerre de Succession moscovite
La bataille de Souzdal (en russe : Битва под Суздалем) est une bataille qui se déroula le 7 juillet 1445 au monastère du Sauveur-Saint-Euthyme à Souzdal dans ce qui était alors la grande-principauté de Moscou, en Russie médiévale. La bataille s'inscrit à la fois dans les guerres russo-kazaniennes, dans le joug Tatar par la Horde d'Or et dans la guerre moscovite de succession. L'initiative du combat revint aux forces du Khanat de Kazan commandées par son khan Mäxmüd. 
Ce dernier profite de l'affaiblissement de la Moscovie par la guerre civile et la guerre russo-lituanienne pour lancer une attaque sur la ville. La bataille intervient alors qu'à l'hiver 1444, Nijni Novgorod a été prise par le khanat tout comme Mourom, menaçant le pouvoir russe.
Les Russes, qui ont massé leurs troupes à Vladimir, soumettent des détachements tatars à Gorokhovets et près de Mourom, avant d'atteindre le 6 juillet 1445 Souzdal, où ils font un camp dans la prairie du monastère du Sauveur. 
Mais dès le lendemain, les Tatars traversent la Nerl et lancent l'assaut sur Souzdal. 
Mal organisés, les Russes gagnent le premier assaut, avant d'être décisivement vaincus lors du second assaut dans la même journée. 
Les conséquences pour la Moscovie sont désastreuses : Vassili II, le grand-prince, est fait prisonnier (et sera rendu contre une énorme rançon), Souzdal est pillée, tout comme les villages alentour, alors que les Tatars rentrent à Mourom.

## Contexte

### Situation politico-militaire
En 1439, alors que la grande-principauté de Moscou et le khanat de Kazan sont dans les guerres russo-kazaniennes, Ulugh Muhammad (en) s'empare du trône du Khanat, devenant khan, et commence à faire des raids systématiques sur les terres russes. Toujours en 1439, ce dernier assiège Moscou (en), mais finit par se retirer, n'arrivant pas à briser la défense.
À l'automne 1444, peut-être en septembre, les Tatars lancèrent une campagne punitive contre les Mordves, action de représailles pour leur participation du côté de la Moscovie de batailles au cours de l'hiver 1443-1444. Au cours de l'hiver 1444, le khan s'empare de Nijni Novgorod puis de Mourom, ce qui fait que Vassili II, alors grand-prince, décide de rassembler ses troupes de Moscou,.
À l'été 1445, les troupes d'Ulugh Muhammad sont aux frontières sud-est de la Grande-principauté. Le Khan invita des Circassiens dans sa horde pour sa campagne contre la Moscovie. Pendant l'été, les Circassiens attaquèrent Loukh, faisant prisonniers de nombreuses personnes et pillant la ville. Ce succès conforta le Khan, lui faisant espérer que Vassili II continue de rendre hommage au khan.

### Campagne vers Souzdal
Au printemps 1445, le Khan Ulu-Mukhammed envoya ses fils Mäxmüd de Kazan (en) et Iakoub en campagne contre la grande-principauté de Moscou. En apprenant la campagne qui commençait, Vassili II pensa qu'il gagnerait, car conforté par les succès de l'année précédente. De Moscou, le grand-prince partit pour Iouriev. Il fut rejoint par les voïvodes  Fiodor Dolgoldov et Iouri Dranitsa.
À cause de l'organisation défectueuse de la campagne, les princes Ivan Andreïevitch (ru) (prince de Mojaïsk), Mikhaïl Andreïevitch (ru) (prince de Vereïa) et Vassili Iaroslavitch (ru) (prince de Serpoukhov-Borovsk) arrivèrent avec de petites forces. Dimitri Chemyaka, prince de Zvenigorod et de Galitch, ne participa pas à la campagne, ne répondant pas à l'appel du prince. Selon les chroniques russes, l'armée de Vassili II comptait « plus d'un millier » de soldats,.

## Déroulement

### Veille

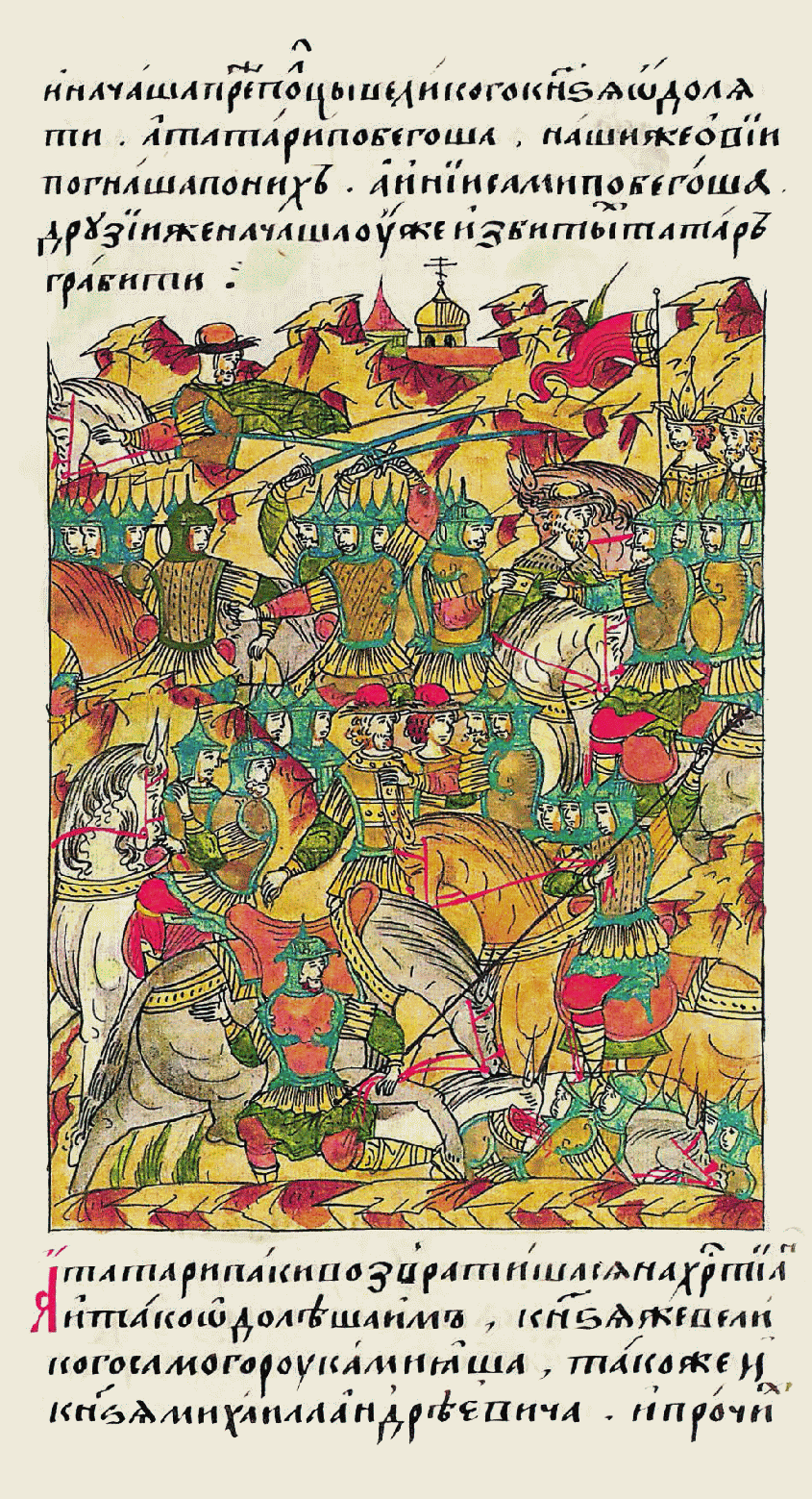
Illustration de la Chronique illustrée d'Ivan le Terrible (XVI) montrant la capture de Vassili II lors de la bataille de Souzdal.

Le 6 juillet 1445, la petite armée moscovite arriva à Souzdal, s'installant dans une vaste prairie près du monastère du Sauveur-Saint-Euthyme. Les troupes du prince tatar Berdedat, qui devaient venir en aide au grand-prince, n'avait alors atteint que Iouriev-Polski. Vassili II avait décidé de rester à Souzdal tant que les renforts ne seraient pas arrivés, car il était conscient de la faiblesse de ses forces et pensait que le Tatars étaient encore assez loin de lui,.
Dans la journée, de fausses nouvelles furent reçues selon lesquelles l'ennemi approchait. Mais lorsqu'il fut clair qu'il n'y avait pas d'ennemi, les princes se calmèrent, se livrant aux festins et à l'ivresse jusqu'à tard dans la nuit,. Selon un chroniqueur russe, le grand-prince « dîna avec tous ses frères et boyards ».

### Bataille
Très tôt le matin du 7 juillet 1445, les Tatars franchirent la Nerl à gué au nord-est de Souzdal. Ainsi tôt le matin, la sentinelle rapporta au grand-prince que l'armée tatare approchait. Apprenant la nouvelle, Vassili II ordonna d'aller combattre. Les régiments russes s'alignèrent à la hâte, et entrèrent en bataille face aux Tatars sur le côté gauche du monastère, avec Vassili II allant aussi se battre, même s'il n'avait pas les forces requises de la ville,,.
La victoire penchait pour les Russes, et après un certain temps de combats, la cavalerie tatare fut repoussée et s'enfuit. Les Russes se lancèrent à la poursuite des Tatars, tandis que d'autres récoltaient des trophées sur les lieux de l'affrontement. Mais de manière inattendue pour les Russes, les Tatars firent volte-face et attaquèrent les Russes qui croyaient avoir gagné. Cette technique, dite de retraite simulée, était la technique préférée des Tatars,,.
Une nouvelle bataille s'ensuivit, où les Tatars gagnèrent une victoire décisive, les Tatars profitant de la désorganisation de l'armée russe. Cette seconde partie se résumait à des combats entre régiments individuels, attaquant les soldats russes surpris. Vassili II n'arriva pas à réorganiser ses troupes pour faire face à la stratégie tatare. Selon les chroniqueurs russes, Vassili II se battit avec courage, en tête de l'avant-garde, et recevant de nombreuses blessures. C'était totalement diffèrent chez les Tatars, le chef étant à distance du champ de bataille, afin de commander les troupes,,. Pendant la bataille, 9 princes, représentants de la noblesse et de l'aristocratie de Moscou, ont péri. C'est la bataille russe du XVe siècle où le plus de commandant sont tombés, nullement égalé pendant le siècle.
Lors de cette seconde partie de la bataille, les Tatars firent irruption dans le camp russe, capturant Vassili tout comme Mikhaïl Andreïevitch et des boyards et leurs enfants. Les princes Ivan Andreïevitch et Vassili Iaroslavitch purent s'enfuir. Les Russes subirent des pertes importantes. Quant au Khanat de Kazan, qui avait 3 500 hommes, il en perdit 500. En poursuivant les restes de l'armée russe qui s'enfuyaient, les Tatars se livrèrent à des vols, meurtres, incendiant des villages et faisant des prisonniers,,.

## Conséquences

### Mois suivants

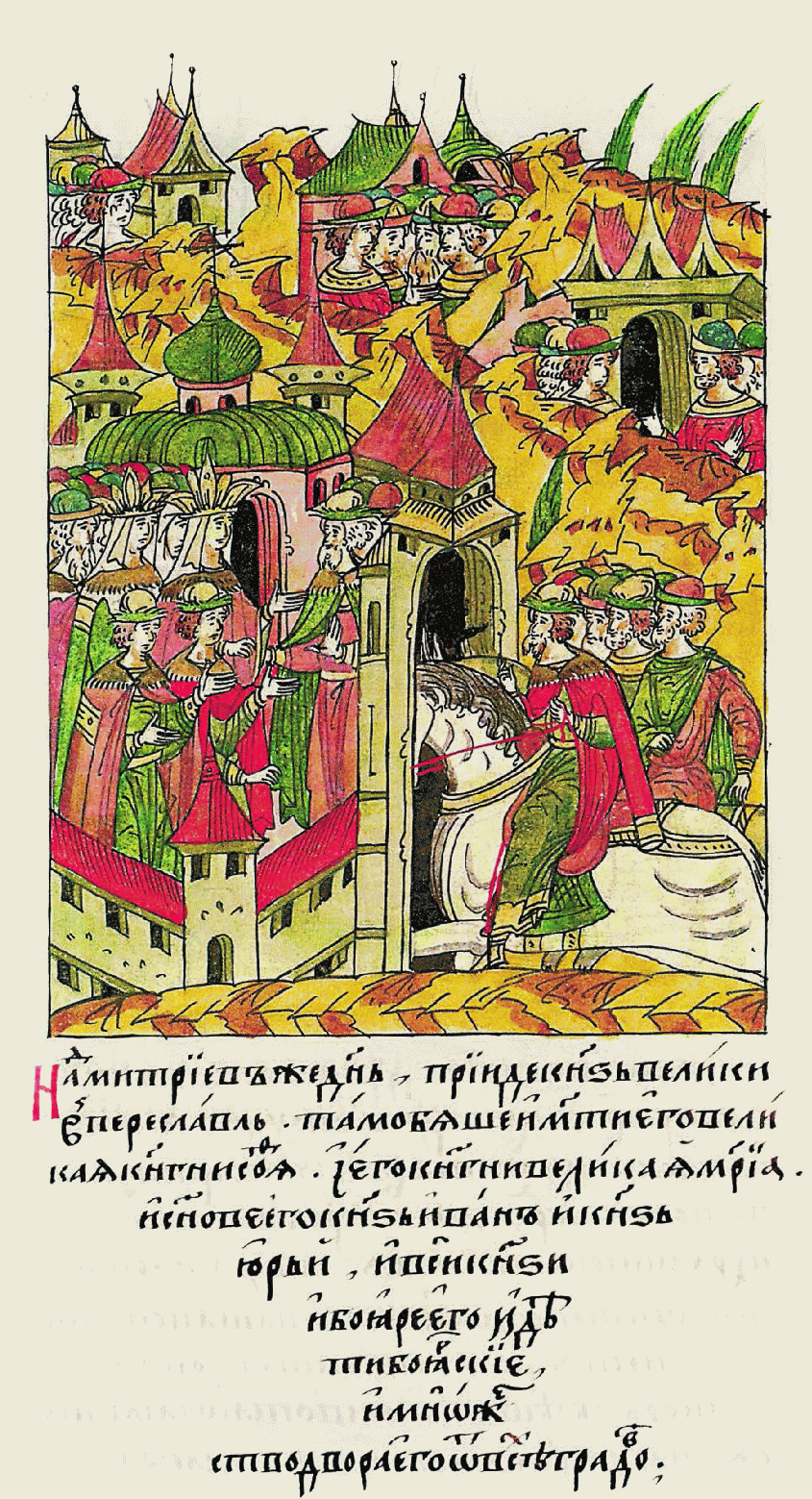
Illustration de la Chronique illustrée d'Ivan le Terrible (XVI), retour de Vassili II à Pereïaslav après sa captivité.

Les conséquences pour la grande-principauté de Moscou furent désastreuses. Tout d'abord Vassili II, le grand-prince, est fait prisonnier, qui sera rendu contre une énorme rançon, ce qui fit peser un lourd fardeau sur la Moscovie déchirée par la guerre civile. Selon les chroniqueurs de Novgorod, le montant était de 200 000 roubles, et selon les chroniques de Pskov, chroniqueurs avec des propos souvent déformés, 25 000 roubles. Il est emmené avec les autres prisonniers à Nijni Novgorod, contrôlé alors par les Tatars. Il est libéré le 1er octobre tout comme d'autres prisonniers, et est ramené en Moscovie par un détachement tatar, une grande escorte. Souzdal est pillée, tout comme les villages alentour,,.
Après avoir capturé Souzdal, les Tatars se dirigèrent à Vladimir, atteignant les alentours de la ville au bout de 3 jours. Mais le 23 août 1445, les Tatars retournèrent à Nijni Novgorod sans s'avancer plus. Ulug Muhammad ordonna de rebrousser chemin, craignant l'entrée en guerre des principautés russes du nord-est de la Russie,.

### Impact en Russie et au-delà
Le succès des Tatars, qualifié d'impressionnant, se fit connaître au-delà des frontières russes. Le grand-duché de Lituanie et le royaume de Pologne apprirent ainsi la défaite et la captivité du grand prince.
Concernant la guerre moscovite de Succession (1425 – 1453), la défaite des troupes russes, couplée à l'incendie de Moscou du 14 juillet 1445, la situation fut radicalement changée. La position de Dimitri Chemyaka fut fortement renforcée aux dépens de Vassili II.

### A postériori
L'échec cuisant fut nommé dans l'historiographie russe « Mamotiakovchtchina » (en russe : Мамотяковщина), du nom du chroniqueur russe qui relata la bataille, Mahmud, transcrit en russe Mamotiak (en russe : Мамотяк). Dans la mémoire tatare, elle resta aussi pendant longtemps dans les mémoires. Ainsi en 1538, lorsque le khan de Crimée Sahib Ier Giray écrivit au jeune Ivan IV, il le menaça d'une campagne contre Moscou en citant la bataille : « Avec le grand roi avec Magmed (Ulug-Muhammad) avec le défunt, avec notre grand-père de Souzdal, votre arrière-grand-père Vassili s'est battu avec lui et est tombé vivant entre ses mains. Et à cette époque, il était possible pour notre grand-père de tuer votre arrière-grand-père et de prendre l'État de Moscou avec cette terre, sinon telles étaient sa force et ses capacités. Mais il lui a pardonné, a épargné des poignées de sang, a méprisé tout cela et lui a rendu Moscou. »,.